# Bierbaumstraße 15 (München)

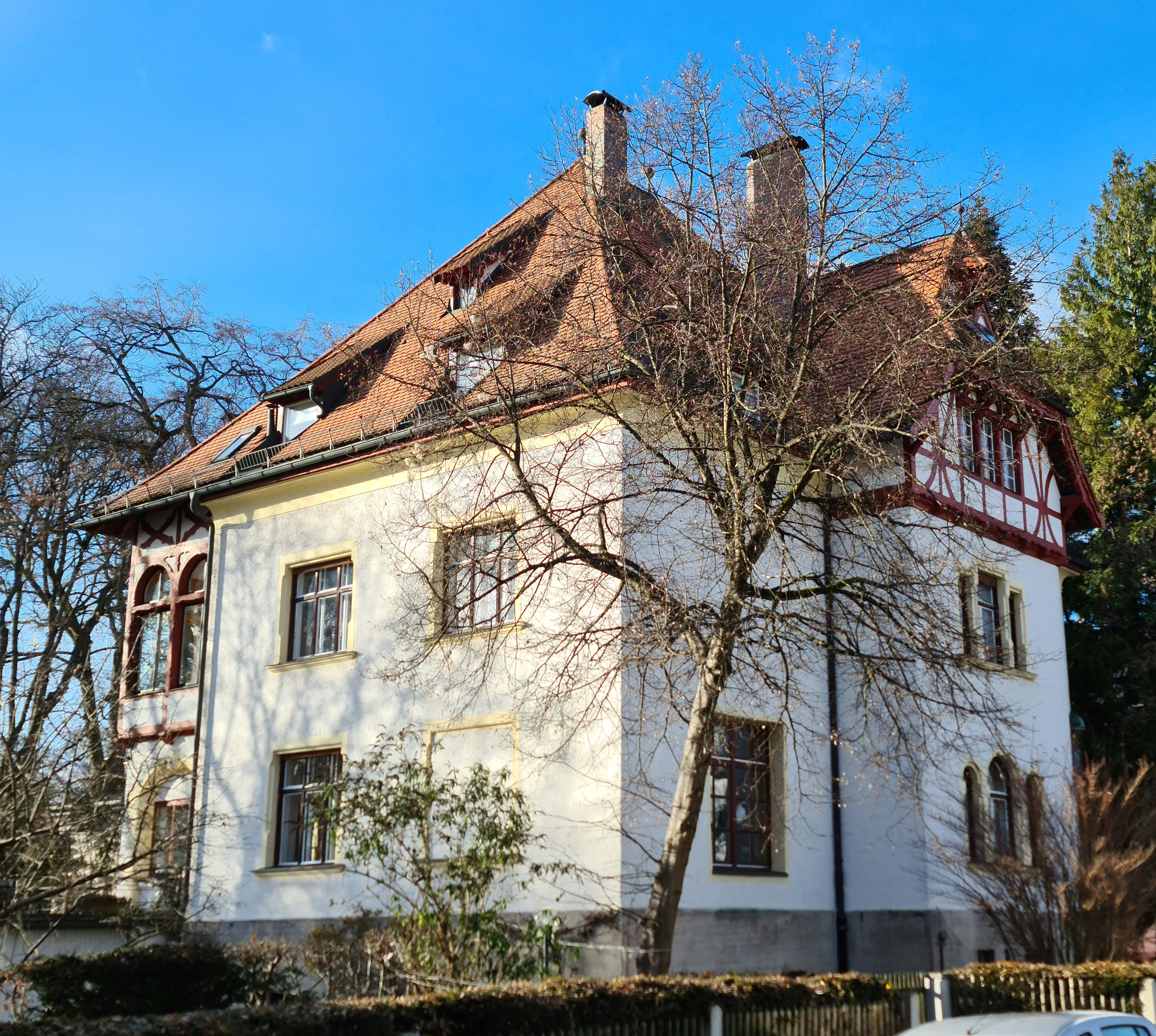
Villa Bierbaumstraße 15 im Stadtteil Pasing von München

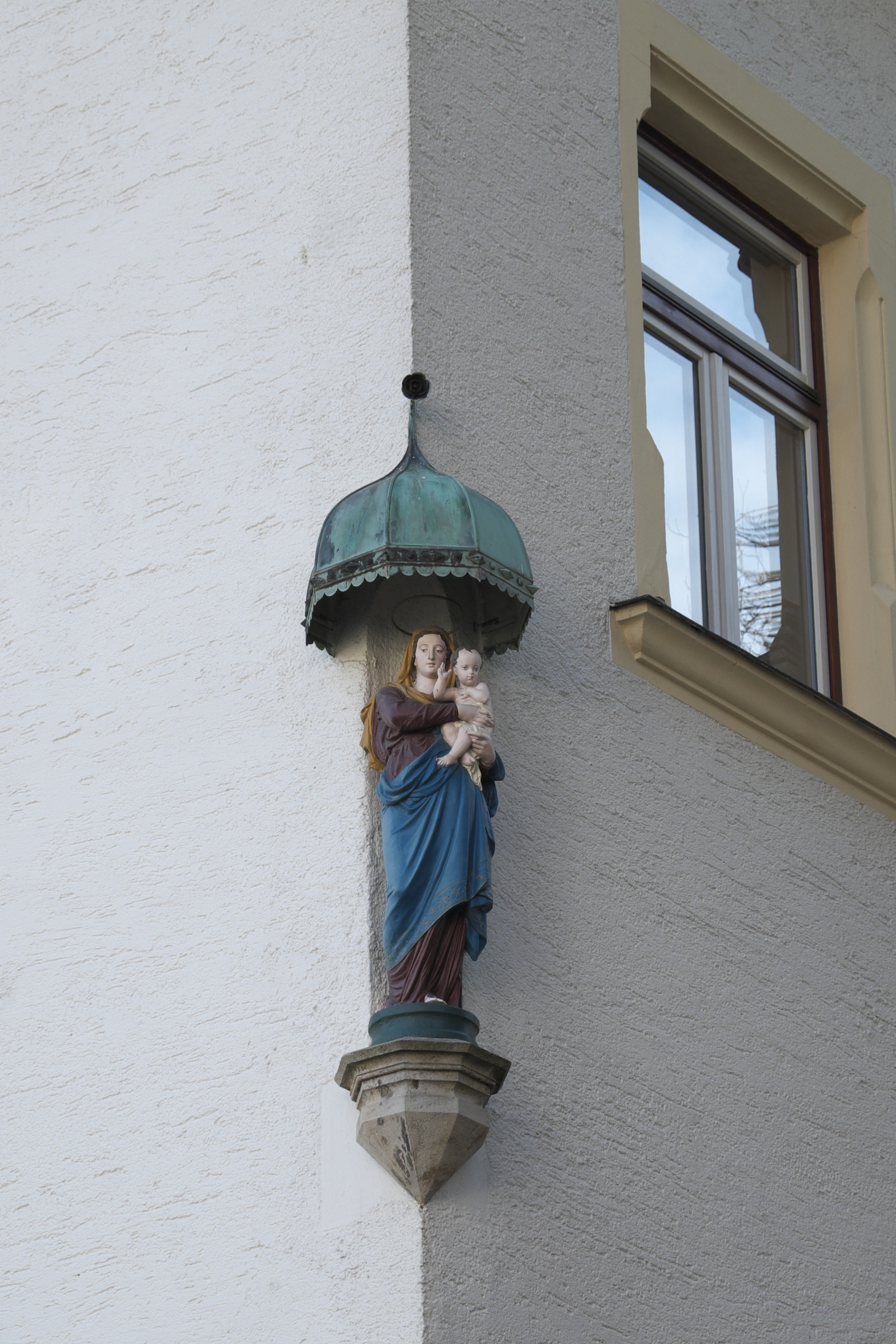
Madonna mit Kind

Das Gebäude Bierbaumstraße 15 im Stadtteil Pasing der bayerischen Landeshauptstadt München wurde 1899 bis 1900 errichtet. Die Villa, die nach Plänen des Architekten Heinrich Volbehr erbaut wurde, ist ein geschütztes Baudenkmal.
Das Haus mit steilem, pyramidalem Walmdach und Risaliten mit fachwerkverzierten Giebeln besitzt ein Treppenturm mit Spitzhelm. Es war als Mehrfamilienhaus konzipiert und besaß eine Wohnung pro Stockwerk, die sich um eine mittlere Diele gruppierte.